# Magatzem Cortès i Colomer
El Magatzem Cortès i Colomer, o simplement Magatzem Cortès, és un edifici del centre de Terrassa (Vallès Occidental) situat a la placeta de la Font Trobada, fent cantonada amb el Raval de Montserrat, protegit com a bé cultural d'interès local.

## Descripció

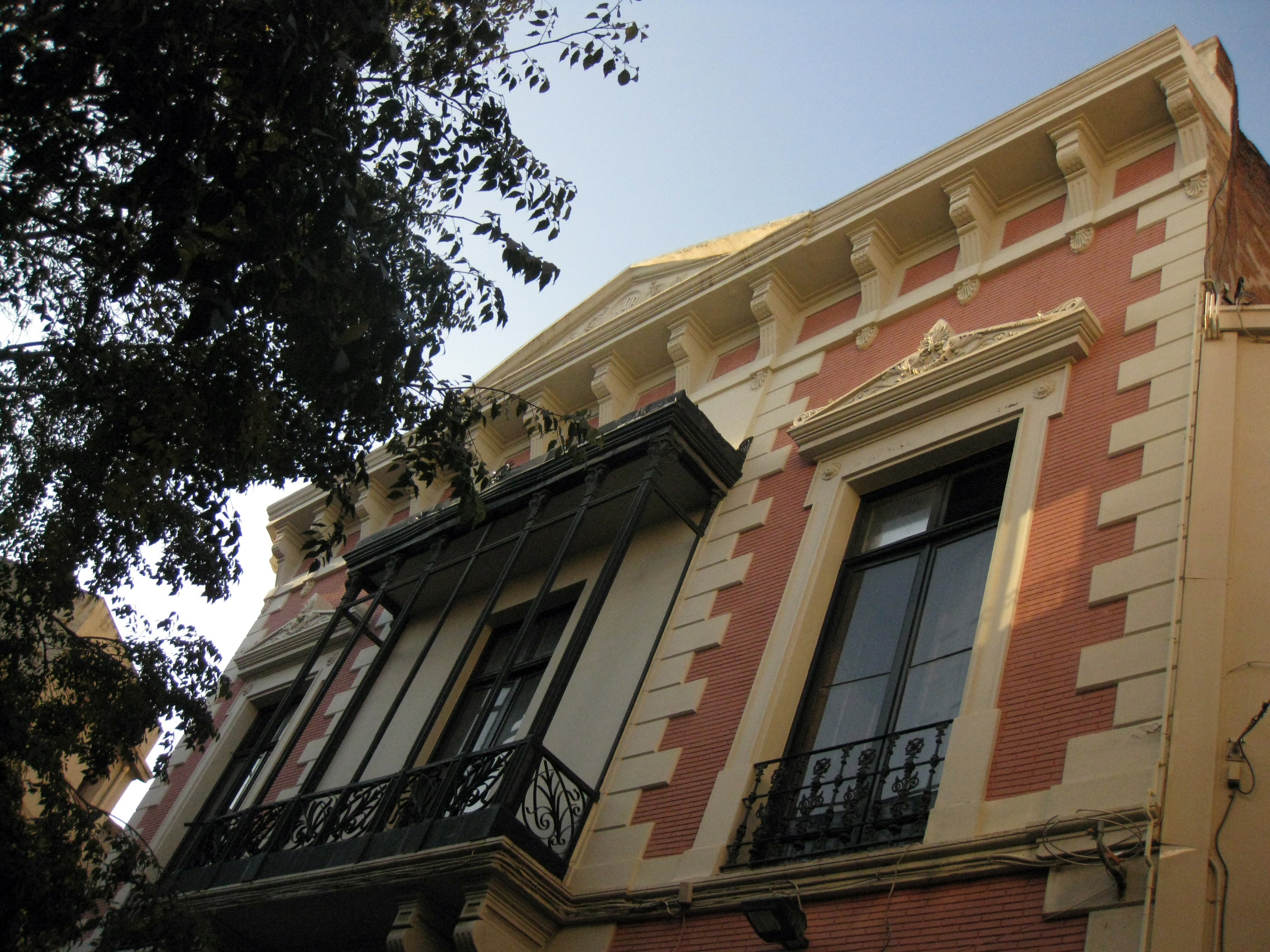
Detall de la façana que dona a la placeta de la Font Trobada

Es tracta d'un edifici públic entre mitgeres amb dues façanes, fent xamfrà d'angle obtús. Consta de planta baixa i pis, encara que la gran alçada dels sostres li dona més volum. La façana principal, que dona a la placeta, és simètrica i té una tribuna central de gran superfície, feta amb ferro i vidre. Tot l'edifici té una gran riquesa ornamental de llenguatge eclèctic.

## Història
L'edifici es va construir l'any 1897 per allotjar-hi un magatzem de teixits, anomenat Cortès i Prat. Al cap de tres anys allotja el Magatzem Cortès i Colomer, nom amb què és conegut tradicionalment des de llavors. El 1906 es va transformar en el Cafè Condal. Al mateix edifici hi havia també l'Ars Lucis, un teatre i cinema en què es van representar espectacles de 1906 a 1907, sota la direcció de Joaquim Vancells. El cafè va tancar les portes el 2 de desembre de 1925. Anys després l'edifici va passar a allotjar la Unió Comercial i Industrial, una de les dues patronals de la ciutat, juntament amb l'Institut Industrial, que el 1978 es van fusionar en l'actual Confederació Empresarial Comarcal de Terrassa (CECOT).